# Clorina
La clorina è un eterociclo macrociclico aromatico consistente in un insieme di quattro anelli pirrolici, di cui uno è in forma ridotta, legati assieme da quattro legami metinici (=CH-). È un analogo strutturale della porfirina, ma al contrario di questa possiede una subunità non aromatica.
La clorina, tramite i suoi atomi di azoto, è capace di legare un atomo metallico quale il magnesio, tali clorine sono presenti nella clorofilla e costituiscono il pigmento fotosensibile presente nei cloroplasti. I batteri fotosintetici possiedono invece un sistema porfirinico simile alla clorina ma contenente due anelli pirrolici ridotti. Tale composto assume il nome di batterioclorina.

## Clorina e cloro
Può succedere che il termine "clorina" compaia erroneamente in articoli di stampa dedicati alla guerra chimica. In realtà si tratta dell'errata traduzione del termine inglese chlorine, che indica il cloro, gas tossico che trova utilizzo anche in ambito bellico.
La clorina, benché il nome possa far pensare diversamente, non contiene atomi di cloro.